# علي بن الحسن بن شقيق
أبو عبد الرحمن علي بن الحسن بن شقيق بن دينار بن مشعب العبدي المروزي. (137 هـ - 225 هـ) أحد العلماء ومن رواة الحديث عند أهل السنة والجماعة.
كان بصريّاً نزل مرو وسكن بها وروى وأكثر عن مشايخها وتوفي بها. وكان من أصحاب عبد الله بن المبارك. قال الخليلي: ثقة. وقال الذهبي: ثقة. وذكره ابن حبان في الثقات. قال يحيى بن معين: «ما أعلم أحدا قدم علينا من خراسان كان أفضل من ابن شقيق. كان عالما بابن المبارك، قد سمع الكتب مرارا.» وقال العباس بن مصعب: «كان علي بن الحسن بن شقيق جامعا، وكان يعد من أحفظهم لكتب ابن المبارك. وقد شارك ابن المبارك في كثير من رجاله. وكان أول أمره المنازعة مع أهل الكتاب، حتى كتب التوراة والإنجيل والأربعة والعشرين كتابا من كتب ابن المبارك، ثم صار شيخا ضعيفا لا يمكنه أن يقرأ، فكان يحدث كل إنسان الحديثين والثلاثة.»

## شيوخه وتلاميذه
- شيوخه ومن روى عنهم:

روى عن الحسين بن واقد، وأبي حمزة السكري، وأبي المنيب عبيد الله العتكي، وإبراهيم بن طهمان، وإسرائيل بن يونس، وقيس بن الربيع، وخارجة بن مصعب، وابن المبارك، وطائفة.
- تلاميذه ومن روى عنه:

البخاري، ومسلم بن الحجاج. والأربعة عن رجل عنه، وأحمد بن حنبل، ويحيى بن معين، وأحمد بن سيار، وإبراهيم بن يعقوب الجوزجاني، والحسن بن الصباح البزار، وعباس الدوري، وأحمد بن منصور زاج، ومحمد بن عبد الله بن قهزاذ المروزي، وولده محمد بن علي، وخلق.